# Campeonato de fútbol de las Islas Marianas del Norte
La Marianas Soccer League es el torneo principal de fútbol que se realiza en las Islas Marianas del Norte, se disputa desde el año 2005 y es organizado por la Asociación de Fútbol de las Islas Marianas del Norte.

## Historia
La liga comenzó como una liga por invitación en las Islas Marianas del Norte. La liga ha estado funcionando desde 2005 y creció hasta incluir ocho equipos en la temporada 2008.
El 2 de agosto de 2012, la competición pasó a llamarse M-League, siguiendo el ejemplo de muchas otras competiciones nacionales de la AFC. En septiembre de 2012, la Asociación de Fútbol de las Islas Marianas del Norte (NMIFA) lanzó oficialmente una competición de dos niveles, generalmente sin ascenso ni descenso. En la temporada inaugural había 5 equipos en la División 1 y 4 equipos en la División 2, generalmente amateur.
Después de que se abandonara la temporada 2020 debido a la pandemia de COVID-19, la liga se relanzó en la primavera de 2021 como Marianas Soccer League.

## Equipos 2021
| Club                 |
| -------------------- |
| Kanoa FC             |
| Tan Holdings         |
| The Old B Bank       |
| U-18 National Team A |
| U-18 National Team B |
| MP United            |
| Paire FC             |
| The One              |

## Palmarés
| Año                                          | Campeón                | Subcampeón                    |
| -------------------------------------------- | ---------------------- | ----------------------------- |
| Campeonato Invitacional de Mariana del Norte |                        |                               |
| 2005                                         | Cancelado              | Cancelado                     |
| 2006-07                                      | L&A/Lyung-Seung        | Fiesta Inter Saipan           |
| 2007                                         | Fiesta Inter Saipan    | FC Arirang                    |
| 2008 (Primavera)                             | Inter Godfather's FC   | FC Arirang                    |
| 2008 (Otoño)                                 | Inter Godfather's FC   | MP United FC                  |
| 2009                                         | Inter Godfather's FC   | MP United FC                  |
| 2010                                         | MP United FC           | Korean Senior                 |
| 2011                                         | Inter Godfather's FC   | ?                             |
| M*League Division 1                          |                        |                               |
| 2012 (Primavera)                             | IFC Wild Bills         | Inter Godfather's FC          |
| 2012 (Otoño)                                 | Tan Holdings FC        | IFC Wild Bills                |
| 2013 (Primavera)                             | IFC Wild Bills         | MP United                     |
| 2013-14                                      | IFC Wild Bills         | Tan Holdings FC               |
| 2014 (Otoño)                                 | MP United FC           | Inter Godfather's FC          |
| 2015 (Primavera)                             | Tan Holdings FC        | IFC Wild Bills                |
| 2015 (Otoño)                                 | No realizado           | No realizado                  |
| 2016 (Primavera)                             | Tan Holdings FC        | Paire FC/Inter Godfather's FC |
| 2016 (Otoño)                                 | MP United FC           | Tan Holdings FC               |
| 2017 (Primavera)                             | MP United FC           | Teen Ayuyu                    |
| 2017 (Otoño)                                 | Tan Holdings FC        | Teen Ayuyu                    |
| 2018 (Primavera)                             | MP United FC           | Paire FC                      |
| 2018 (Otoño)                                 | Abandonado             | Abandonado                    |
| 2019 (Primavera)                             | Teen Ayuyu (CNMI U-18) | The Old B Bank                |
| 2019 (Otoño)                                 | All Blue (CNMI U-19)   | Paire FC                      |
| 2020 (Primavera)                             | Abandonado             | Abandonado                    |
| 2020 (Otoño)                                 | No realizado           | No realizado                  |
| Marianas Soccer League                       |                        |                               |
| 2021 (Primavera)                             | Tan Holdings FC        | U-18 National Team A          |
| 2021 (Otoño)                                 | Teen Ayuyu (CNMI U-18) | Tan Holdings FC               |
| 2022 (Primavera)                             | Eleven Tiger FC        | Tan Holdings FC               |
| 2022 (Otoño)                                 | Tan Holdings FC        | U-17 National Team            |
| 2023 (Primavera)                             | Eleven Tiger FC        | MP United                     |
| 2023 (Otoño)                                 | Eleven Tiger FC        | Kanoa FC                      |
| 2024 (Primavera)                             | Kanoa FC               | Matansa FC                    |
| 2024 (Otoño)                                 | Matansa FC             | Kanoa FC                      |

## Títulos por club
| Club                                                 | Títulos | Años campeón                                   |
| ---------------------------------------------------- | ------- | ---------------------------------------------- |
| Tan Holdings FC                                      | 6       | 2012-O, 2015-P, 2016-P, 2017-O, 2021-P, 2022-O |
| Inter Godfather's FC (Incluye a Fiesta Inter Saipan) | 5       | 2007, 2008-P, 2008-O, 2009, 2011               |
| MP United FC                                         | 5       | 2010, 2014-O, 2016-O, 2017-P, 2018-P           |
| Matansa FC (Incluye a Eleven Tigers)                 | 4       | 2022-P, 2023-P, 2023-O, 2024-O                 |
| IFC Wild Bills                                       | 3       | 2012-P, 2013-P, 2013-14                        |
| Teen Ayuyu (CNMI U-18)                               | 2       | 2019-P, 2021-O                                 |
| All Blue (CNMI U-19)                                 | 1       | 2019-O                                         |
| L&A/Lyung-Seung                                      | 1       | 2006-07                                        |
| Kanoa FC                                             | 1       | 2024-0                                         |

## Goleadores
| Temporada | Goleador(es)    | Equipo(s)       | Goles |
| 2009      | Joe Wang Miller | MP United FC    | 23    |
| 2010      | Joe Wang Miller | MP United FC    | 15    |
| 2016      | Martin Jambor   | Tan Holdings FC | 14    |
| 2018      | Sunjoon Tenorio | MP United FC    | 15    |